# Ifan
Riefian Fajarsyah (Yogyakarta, Indonesia, 16 de marzo de 1983), más conocido como Ifan, es un cantante y actor indonesio, vocalista del grupo musical Seventeen, en el que participa desde el año 2008. Es de ascendencia malaya-china.

## Biografía
Aunque nació en la ciudad de Yogyakarta, creció en la ciudad de Yakarta. Desde su ingreso a la educación secundaria, se trasladó a Pontianak.
Inició su carrera musical formando un grupo junto a amigos en la Escuela Secundaria 3 de Pontianak (SMA 3 Pontianak). 
Tiene una hermana melliza, llamada Riedhan Fajarsyah.

### Carrera
Ifan se unió a Seventeen tras ser elegido durante un casting realizado en el año 2008. En ese año, la banda publicó su disco Lelaki Hebat (Hombre Grande), que tuvo éxito en el mercado indonesio. Hasta el año 2016, había publicado cuatro álbumes junto a la banda.